# Albert Fischer (Hymnologe)
Albert Friedrich Wilhelm Fischer (* 18. April 1829 in Ziesar; † 27. April 1896 in Lemsdorf) war ein evangelischer Pfarrer und Hymnologe.

## Leben
Albert Fischer war eines von sieben Kindern des Pfarrers Johann Christian Ernst Julius Fischer und dessen Ehefrau Luise Charlotte, geborene Pohlmann. Fischer wuchs in Hohendodeleben bei Magdeburg auf, da sein Vater 1830 die Pfarrstelle an der dortigen Sankt-Peter-Kirche annahm. Er besuchte das Domgymnasium Magdeburg und studierte von 1849 bis 1852 evangelische Theologie in Halle, wobei er sich bereits der Hymnologie widmete. Zunächst war er als Lehrer unter anderem in einer Mädchenschule in Schönebeck und am Evangelischen Stiftischen Gymnasium Gütersloh tätig. 1858 wurde er als Pfarrer ordiniert. 1859 trat er seine erste Pfarrstelle an der Schloßkirche Quedlinburg an, bevor er 1861 Pfarrer an der Lutherkirche Althaldensleben und 1867 Oberpfarrer und Superintendent in Ziesar wurde. 1860 hatte Fischer geheiratet. Er wurde Vater von acht Kindern. Von 1877 bis 1896 versah er dann als Oberpfarrer die Pfarrstelle an der Sankt-Stephani-Kirche in Groß-Ottersleben bei Magdeburg. Albert Fischer ist der Großvater des Sängers und Musikpublizisten Dietrich Fischer-Dieskau sowie des Kirchenmusikers Klaus Fischer-Dieskau. Auch gehört Mathias Fischer-Dieskau zu seinen Nachfahren.

## Werke
Zu seinen bedeutendsten Werken gehören zwei Lexika, die für Hymnologen, auch international, noch heute zu den Standardwerken gehören. Das zweibändige Kirchenliederlexikon enthält Nachweise über ca. 4.500 der wichtigsten Kirchenlieder und der Liederdichter, wobei Fischer die Lieder aus 73.000 ausgewählt hatte.
Darüber hinaus arbeitete Fischer an einer sechsbändigen Enzyklopädie Das deutsche evangelische Kirchenlied des 17. Jahrhunderts. Hier wollte er die Geschichte des deutschen Kirchenlieds zwischen 1570 und 1750 darstellen. Bei seinem Tod hinterließ er geordnetes Material für die Zeit von 1570 bis 1680. Sein Nachfolger, Wilhelm Tümpel, gab das Werk für diesen Zeitraum dann heraus. 1883 begründete Fischer die Zeitschrift Blätter für Hymnologie. Fischer forschte intensiv zur Geschichte der Magdeburger Gesangbücher. Als ab um 1870 ein neues Gesangbuch für die Provinz Sachsen erarbeitet wurde, begleitete Fischer dies zusammen mit Friedrich Danneil äußerst kritisch und entschied in seiner Gemeinde weiterhin das alte Gesangbuch zu verwenden.

## Ehrungen
1884 wurde ihm die theologische Ehrendoktorwürde der Universität Jena verliehen.
Die Stadt Magdeburg, in die Ottersleben 1952 eingemeindet wurde, benannte eine Straße (Albert-Fischer-Straße) nach ihm.